# Renata Szczepaniak
Renata Szczepaniak (* 15. April 1973 in Jarocin) ist eine polnische, in Deutschland tätige Germanistin.

## Leben
Sie studierte Slavistik und Germanistik an der Adam-Mickiewicz-Universität Posen und an der Johannes Gutenberg-Universität Mainz. Von 2002 bis 2005 war sie wissenschaftliche Mitarbeiterin in Mainz und promovierte dort. 2006 war sie in Mainz und am Institut für Deutsche Sprache in Mannheim, im Projekt Grammatik des Deutschen im europäischen Vergleich als wissenschaftliche Mitarbeiterin beschäftigt. Im Oktober 2006 wurde sie Juniorprofessorin für historische Sprachwissenschaft des Deutschen in Mainz. Von 2009 bis 2017 hatte sie die Professur für Linguistik des Deutschen mit dem Schwerpunkt historische Sprachwissenschaft an der Universität Hamburg inne. 2017 folgte sie dem Ruf auf den Lehrstuhl für Deutsche Sprachwissenschaft an die Universität Bamberg und wechselte zum 1. April 2022 auf die Professur für Historische Sprachwissenschaft des Deutschen an der Universität Leipzig.
Ihre Schwerpunkte sind Sprachvariation und Sprachwandel, Grammatikalisierung, Variation und Zweifelsfälle und Sprachtypologie.

## Schriften (Auswahl)
- Der phonologisch-typologische Wandel des Deutschen von einer Silben- zu einer Wortsprache. Berlin 2007, ISBN 3-11-019274-8.
- Grammatikalisierung im Deutschen. Eine Einführung. Tübingen 2011, ISBN 978-3-8233-6666-9.
- mit Damaris Nübling, Antje Dammel und Janet Duke: Historische Sprachwissenschaft des Deutschen. Eine Einführung in die Prinzipien des Sprachwandels. Tübingen 2017, ISBN 3-8233-8073-7.